# American-Football-Europameisterschaft der Frauen 2025/26
Die American-Football-Europameisterschaft der Frauen 2025/26 (engl.: IFAF Europe Women’s European Championship) wird die vierte Austragung der europäischen Kontinentalmeisterschaft im Frauen-American-Football. Veranstalter ist die International Federation of American Football (IFAF).
Es nehmen vier Mannschaften teil. Wie in der vorherigen Austragung wird das Turnier über zwei Jahre ausgetragen. Titelverteidiger ist Spanien. 

## Teilnehmer und Modus
Von den fünf Teilnehmern der vorherigen Austragung nehmen vier erneut teil. Schweden hatte sich bereits während des vorherigen Turniers zurückgezogen.
|                | EM 23/24 |
| -------------- | -------- |
| Deutschland    | 4.       |
| Finnland       | 3.       |
| Großbritannien | 2.       |
| Spanien        | 1.       |

Die vier Teilnehmer spielen von Mai 2025 bis Mai 2026 jeder gegen jeden. Die zwei Besten qualifizieren sich für das Finalspiel im August 2026, die beiden anderen Mannschaften spielen den dritten Platz aus. Dabei hat jeweils die Mannschaft Heimrecht, die in der ersten Phase weniger Heimspiele hatte, bei Gleichheit der bessere in der Tabelle.

## Gruppenphase

### Spiele
| Datum            | Spielort | Heim           | Ergebnis | Gast           |
| ---------------- | -------- | -------------- | -------- | -------------- |
| 25. Mai 2025     | Vantaa   | Finnland       | 21:70    | Deutschland    |
| 24. August 2025  | Coventry | Großbritannien |          | Finnland       |
| 31. August 2025  | Bonn     | Deutschland    |          | Spanien        |
| 18. Oktober 2025 |          | Spanien        |          | Großbritannien |
| 30. Mai 2026     |          | Großbritannien |          | Deutschland    |
| 30. Mai 2026     |          | Spanien        |          | Finnland       |

### Tabelle
| Pl. | Nation         | Sp | S | N | SQ    | P+ | P– | PD  |
| --- | -------------- | -- | - | - | ----- | -- | -- | --- |
| 1.  | Finnland       | 1  | 1 | 0 | 1,000 | 21 | 7  | +14 |
| 2.  | Spanien        |    |   |   |       |    |    |     |
| 3.  | Großbritannien |    |   |   |       |    |    |     |
| 4.  | Deutschland    | 1  | 0 | 1 | 0,000 | 7  | 21 | −14 |